# نشریه هایلی
نشریهٔ هایلی (به فارسی: آینه) نشریه‌ای است به زبان ارمنی که در سدهٔ بیستم و در تبریز منتشر می‌شد.